# Raphael von Pornassio
Raphael von Pornassio (* vermutlich 1388 in Pornassio; † 26. Februar 1467 in Genua) war ein Theologe im Dominikanerorden.
Er trat zu einem unbekannten Zeitpunkt in Genua in den Dominikanerorden ein. 1421 wurde er zum Lesemeister im Dominikanerkloster in Bologna bestellt, vermutlich schloss er sein Theologiestudium dort 1424 oder 1425 als Magister ab. Während seines Studiums lernte er Tommaso Parentucelli (den späteren Papst Nikolaus V.) kennen, dem er später eine seiner Schriften widmete und der ihn förderte. 1426 wurde er Lesemeister in seinem Heimatkonvent in Genua. Von 1431 bis 1434 leitete er das Studium am Kloster Sant’Eustorgio in Mailand. 1442/1443 war er in Genua als Inquisitor tätig, ein von ihm angestrengtes Verfahren wurde jedoch vom Papst aufgehoben und Raphael von Pornassio taucht danach nicht mehr als Inquisitor in den Quellen auf.
Während des Pontifikats seines Studienfreunds Nikolaus V. übte Raphael von Pornassio verschiedene Ordensämter aus und war als Klostervisitator tätig. Aus den letzten Jahren seines Lebens sind etliche theologische Schriften, oft in Briefform als Antwort auf Anfragen, von ihm erhalten, die letzte von 1466.

## Werke
Bald nach Raphaels Tod wurden viele seiner Werke in eine Sammelhandschrift abgeschrieben, die heute in der Bibliothek von St. Hugh’s Charterhouse in Horsham unter der Signatur D 156 aufbewahrt wird. Eine weitere Sammlung seiner Schriften ist in einer Abschrift des 17. Jahrhunderts erhalten (heute: Genua, Biblioteca Civica Berio, Fondo Antico Biblioteca Berio, m.r.I.1.22). Eine Werkliste nach diesen und weiteren Handschriften wurde von Raymond Creytens erstellt und 1979 im Archivum fratrum praedicatorum veröffentlicht.
Für den Kardinal Johannes de Casanova verfasste Raphael de Pornassio einen Liber de potestate concilii und weitere Responsen, die diesem Kardinal oder dessen engem Vertrauten, dem Bischof von Bosa Julianus Tallada, als Grundlage für den Papst Eugen IV. überreichten Tractatus de potestate pape et concilii generalis diente. 1480 wurde das letztgenannte Werk von Heinrich Quentell als Werk des Juan de Torquemada gedruckt.
Auf der Grundlage einer längeren Abhandlung des Juan de Torquemada verfasste Raphael von Pornassio einen Traktat gegen die Unbefleckte Empfängnis Mariens, der an die Kartäuser als mögliche Verbündete gerichtet war.
Unter dem Titel De communi et proprio wurde der erste Teil einer ursprünglich längeren, von Raphael von Pornassio an seinen Neffen gerichteten Abhandlung mehrfach gedruckt. Im 18. Jahrhundert bot sie Anlass zu mehreren Streitschriften zwischen observanten und konventualen Dominikanern. Thematisch eng damit verwandt ist Raphaels Brief De transitu ad observantialem statum.
Nach der Eroberung Konstantinopels 1453 verfasste er ein Trostbuch für seine Ordensbrüder, die dort tätig gewesen waren.
Brieflich äußerte er sich zum Handel mit Anleihen, wohl als Sachverständiger in einem Prozess.
Eine Teiledition liegt vor für Raphaels Werk Liber de consonancia nature et gracie.